# 香港高鐵超支延誤事件
香港高鐵超支延誤事件指港鐵營運的广深港高铁香港段在规划、建设过程中，因为融資問題、興建成本上升等种种原因而造成多次预算超支及延期通車的问题，属于香港高铁争议的一部分。到最後超支到844.2億元封頂。

## 概要
第一次延誤由港鐵公司在2014年4月15日對外公佈，港鐵稱廣深港高鐵工程因地質複雜及2014年3月香港暴雨發出黑色暴雨警告時大量雨水浸毀鑽挖機而延誤，原定2015年完工則要延期到2017年底通車。
第二次延誤同樣由港鐵公司公佈，於2015年6月30日，港鐵宣佈造價升至853億元，較原預算大增三成；通車日期也拖延，由2014年所稱的2017年底，延至2018年第3季。

## 背景
廣深港高鐵分兩段：廣深段（內地段）起於廣州南站，止於深圳福田站，全長116公里；香港段起於西九龍總站，止於香港與深圳的邊境，全長26公里，全線地下行走及不設中途站。2011年，廣深段的廣州南站至深圳北站已通車，深圳北至福田段已於2015年12月30日通車。
香港特區政府從2005年開始規劃興建廣深港高鐵香港段，並在2007年的特首曾蔭權施政報告中，把高鐵列入十大基建工程，2008年開始具體設計。2009年政府在推動高鐵香港段計劃時，曾在財政支出、土地回收、車站選址、設計方案等問題上，引起了香港社會的關注甚至示威衝突，但最終由行政會議在一片示威聲浪中拍板通過高鐵香港段的建設方案。

## 事件起因
港鐵公司於2014年4月15日宣布，原定於2015年完工的廣深港高鐵香港段工程將延誤9個月，主要工程要到2016年完工，而通車時間亦要順延一年至2018年第三季。
港鐵公司總經理蔡豐在當天的記者會上給出的延誤理由主要有兩個：一是上月的一場黑色暴雨（2014年3月香港暴雨）令元朗七星崗至大江埔一段的擋土牆失效，沙石夾雜雨水沖入隧道內，浸壞了負責挖掘隧道的大型鑽挖機；二是西九龍一帶的總站、過境段隧道的石層狀況及複雜地質，都令工程變得困難。
但多名立法會議員都質疑港鐵是以水浸為藉口，隱瞞工程早已延誤的消息。2013年立法會議員實地視察西九總站時，港鐵絕口不提石層狀況及地質複雜的問題，反而不斷重申2015年定能完工；2014年3月底水浸，港鐵也沒有第一時間告知政府及立法會。鐵路事宜小組委員會副主席陳恒鑌認為此時港鐵以水浸為藉口公佈工程延誤消息是為了迫使立法會之後再向工程增加撥款。

## 具体过程
2013年4月17日：港鐵與工程合約承建商進行工作访谈，分析進度及追回工程進度的可行措施，承建商當時預計西九龍總站竣工日期將為2016年6月。
2013年6月：根據項目策劃團隊新修訂的工程時間表，表示2015年底投入服務的時間表仍然可行，但只限於局部開通，包括只開放部份月台，並指如不採用局部開通模式進行，項目將不能如期完成並推遲至2016年9月。
2013年10月24日：港鐵公司執行總監會會議中，工程總監指出項目因多個合約出現關鍵的延誤，影響整體項目的時間表。不过以局部開通模式，項目仍可以按原來日期和預算完成。
2013年11月8日：工程團隊高層成員與運輸及房屋局進行會議，向該局報告修訂的工程時間表等最新情況。港鐵向政府滙報，西九龍總站在2015年10月才能够完成施工。運房局指出高铁若無法在2015年通車，需早日向公眾公佈。
2013年11月20日：路政署向運房局局長張炳良簡報後，運房局打算在22日舉行的鐵路小組會議上表明高鐵在2015年後才可投入服務的可能性。
2013年11月21日：政府指港鐵行政總裁致電局長，堅持高鐵可在2015年年底通車。在當晚運房局和港鐵的緊急會議上，港鐵指出如不能維持2015年完工目標，将無法向承建商施壓趕工。政府要求港鐵不要高估克服困難的能力。
2013年11月22日：在立法會鐵路事宜小組委員會會議上，並没有提及局部開通模式或「放寬」的局部開通模式。政府採納港鐵說法，稱根據港鐵評估，高鐵主要工程可在2015年完成，之後需時六至九個月进行試行運作。
2014年1月，根據西九龍總站工程進度及港鐵公司項目其他內部評估，推算工程將於2016年竣工。
2014年2月，有承建商向公司的工程團隊非正式表示，按其最新計算，即使以港鐵公司所建議之局部開通模式進行工程，推算至少需於2016年6月，才會完成軌道工程。
2014年3月30日的黑色暴雨導致元朗段隧道內的隧道鑽挖機受到嚴重水浸，進一步影響該合約的完工時間。
2014年4月12日：《蘋果》取得3月份開支密件並向港鐵查詢。港鐵行政總裁急電張炳良，承認高鐵无法於2015年完工，只可於2016年底完成，2017年底投入服務。
2014年4月14日：運房局與港鐵召開緊急會議，審視工程狀況，并同意運房局将工程状况于翌日告知公眾。
2014年4月15日：運房局局長張炳良通知公眾高鐵工程將會延期完工，并對此表示「驚訝」。張炳良着令港鐵公司提交全面評估報告及責成路政署署長就高鐵工程進度進行獨立審視和評估。港鐵公司其後舉行記者會，說明高鐵工程的完工時間將延至2016年，高鐵香港段可於2017年底投入服務。
2014年8月15日：港鐵行政總裁韋達誠提早離任，由副行政總裁梁國權接任。港鐵公佈的調查報告指韋達誠未有「專業的懷疑態度」監察工程。
2014年10月28日：港鐵工程總監周大滄提早退休，由沙中線總經理黃唯銘接任。港鐵公佈的調查報告指周大滄自信可追回進度是「錯誤觀念」。
2015年6月30日：港鐵公司對外宣佈造價升至853億元，較原預算大增三成（203億）；通車日期也拖延，由2014年所稱的2017年底，延至2018年第3季。張炳良強調不接受工程持續超支，表明對工程嚴重偏離原定時間表和預算深表關注。
2015年9月22日：立法會交通事務委員會主席的新民黨議員田北辰指，高鐵資金所餘無幾，「能否捱到明年首季都成疑問」。他又引述承建商消息，指如政府及港鐵對額外撥款未有共識，承建商不排除集體離場。
2016年3月11日：立法會財務委員會副主席陳鑑林「懷疑使用不正當方式」，在民主派離席抗議的情況，以及建制派同時投票贊成及反對的情況下，強行通過高鐵的額外撥款。

## 延誤及超支成因
西九龍總站（北）一項工程合約，承建商至今已因施工期延長而索償逾12億元；延誤越久，索償額越大。有關索償现尚未反映在超支預算中。承建商因工程延長而提出的索償，一般是在工程完結後才進行結算，預定完工及通車（约2015年中後）才會要求政府批出。
西九龍總站的大樓結構和玻璃幕牆工程亦遇上困難，鋼結構和玻璃幕頂改變施工方法，5萬立方米花崗岩未清除和上蓋鋼結構組件裝嵌延誤，造成工程進度較預期慢。

### 南昌物業（匯璽）地基移除及重置工程
高鐵正式動工時，工程費用預算已飆升至650億元。其中「南昌物業地基移除及重置工程」，合約價值33億元，是最早批出的合約之一。该工程要拔除南昌站原先為上蓋項目匯璽打下的其中200多支樁柱，並為該項目代為進行重置地基工程；此后工程更出現延誤和大幅超支達1.6倍，是超支最嚴重的一份合約，現估計需耗8.6億元。拔樁工程的延誤，將直接令美荔道至海庭道的高鐵隧道挖掘工作延遲完成。

### 棄共用路軌改用「專用通道」
行政會議早於2006年1月17日拍板由高鐵與西鐵共用路軌，理由是專用方案涉建造長達30公里的隧道，施工及通車後風險極高，營運成本亦高，共用通道是最審慎做法。但時任特首曾蔭權2007年8月在一次聯席會議上會見過廣東省省長黃華華等人後，突然轉变态度採用專用方案，更沒有按規定沒有諮詢行會。而使用「專用通道」令工程需要先將南昌站地基移除。该問題反映出當初在驗收南昌站時，九鐵（後來與地鐵合併成港鐵）存在疏忽；及後建高鐵時，港鐵的前期測量工作又有不足，以及在工程技術篩選和監督方面不力。

### 當初預算及對質疑回應
前立法會議員李永達曾質疑2013至2015年為工程高峰期，估算造價是否會上升一至兩成；政府回應價格判斷由專業評估屬合理。另一立法會議員陳偉業曾指出工程過急，若改動設計或合約将會遇億計索償；政府回應政府累積經驗會緊密監察。

### 成本大幅上升
物價、建築成本、工資在幾年間大幅上漲，造成超支。

### 其他原因
其他原因還包括工程極其複雜、地質複雜以致鑽挖困難、需臨時更改設計、地下水滲漏等。

## 政府及港鐵涉及隱瞞事件
政府當初向立法會申請撥款的文件，從未提及南昌站要大量拔樁，港鐵人員接受英國工程雜誌《New Civil Engineer》2015年1月號訪問時，也只提到南昌要移除「舊海事建築」的樁柱。
運輸及房屋局回覆指，2009年11月已在提交立法會的補充文件中提及該工程，不存在隱瞞情況。
香港立法會後來就高鐵超支延誤事件成立調查事件的專責委員會。據該專責委員會發表的報告附件紀錄委員會的閉門會議內容，透露委會員曾經邀請前運房局局長鄭汝樺，前港鐵主席錢果豐，前行政總裁韋達誠及前工程總監周大滄出席聆訊，惟4人均拒絕出席，委員會對他們表示失望。

## 外部連結
- 港鐵公司：獨立董事委員會就高鐵香港段調查之第一份報告 （页面存档备份，存于）